# Edith Davidovici
Edith (Gitele) Davidovici (née Stern) (épouse Wiesel, en premier mariage), née le 24 avril 1924 à Nyíregyháza, Hongrie et morte le 1er février 2008, à Anvers en Belgique, est une juive française d'origine hongroise, déportée par le Convoi Nonuméro 72 du 29 avril 1944, survivante de Auschwitz-Birkenau, du camp satellite de Neustadt-Glewe dans le Mecklembourg, des Marches de la mort, de Ravensbruck. Elle est la fille du rabbin orthodoxe, non consistorial, Yehuda Leibish, rabbin de la Synagogue Rashi (Paris).

## Biographie
Edith Stern est née le 27 avril 1924 à Nyíregyháza, Hongrie,,. 
Elle est la fille du rabbin Yehuda Leibish Stern et de  Reitzel Rosette Stern (née Schlesinger). Yehuda Leibish Stern 
est né le 13 novembre 1888 en Autriche et est mort en décembre 1964. Reitzel Rosa Rosette Schlesinger est née en 1896 à Tokaj en Hongrie et est morte en 1956.

## Honneurs
- Chevalier de la Légion d'honneur (LégiFrance, « Décret du 31 décembre 2003 portant promotion et nomination » , sur Le service public de la diffusion du droit, 1er janvier 2004 (consulté le 12 septembre 2024))

## Publication
- (en) Edith Davidovici. I shall live. An inspiring story of survival and triumph. With a Foreword by Lady Amélie Jakobovits[7] (uniquement publié sur internet)
- (fr) Edith Davidovici, Vivre après la Shoah : L’histoire d’une femme et de sa survie héroique à travers l’enfer, préfacé par Grand-Rabbin Meyer Jaïs (uniquement publié sur internet).